# Saint-Gilles, Gard
Saint-Gilles (francoska izgovorjava: [sɛ̃ ʒil]; okcitansko Sant Geli) ali Saint-Gilles-du-Gard je občina v južnem francoskem departmaju Gard.
Je druga najbolj naseljena občina v metropolitanskem območju Nîmesa.

## Zgodovina
Samostan Saint-Gilles je v 7. stoletju tradicionalno ustanovil puščavnik Saint Giles (latinsko Ægidius), katerega relikvije je imel samostan. Komuna je nastala okoli jedra samostana, ki je bil prva postaja za romarje, ki so se odpravljali v Santiago de Compostela v Španiji, ki so sledili Via Tolosana, ki je vodila iz Arlesa v Toulouse in prečkala Pireneje, da bi se pridružila drugim potem v Puente La Reina, od tam pa v Santiago po Via Compostelana. Nekdanja samostanska cerkev je bila leta 1998 uvrščena na Unescov seznam svetovne dediščine kot del Jakobove poti v Franciji. Zahodni portal samostanske cerkve je eden najlepših velikih romanskih portalov in dokončen primer provansalske romanike. Cerkev ima tri ladje in znamenito spiralno stopnišče konzolnih kamnitih stopnic (v zdaj porušenem delu cerkve). Med francoskimi verskimi vojnami so se protestanti utrdili v samostanu, ki je bil močno poškodovan.
Svetišče Saint Gilles, ki je v kripti cerkve, je predmet romanja zlasti žensk, ki želijo zanositi ali se soočajo z neplodnostjo.
Saint-Gilles je bil rojstni kraj Guya Foulquesa, papeža Klemena IV. (umrl 1268), čigar rojstna hiša je danes Muzej arheologije, etnologije in ornitologije Camargue. Saint-Gilles je bil do leta 1615 sedež velikega priorata lige Provansa reda svetega Janeza Jeruzalemskega, ko je bil prenesen v Arles.
Saint-Gilles je rojstni kraj avtorja Georgesa-Jeana Arnauda (rojen 1928).

## Geografija
Kraj leži v pokrajini Camargue ob vodnih kanalih Rhône-Sète in Bas-Rhône-Languedoc, 20 km južno od Nîmesa in 18 km zahodno od Arlesa. Občina pokriva velik del močvirnatega terena Petite Camargue s slanimi jezeri Étang de Scamandre, Étang de Grey in Étang du Charnier. Ob reki je nekaj kmečkih hiš in sodobna zapornica Saint-Gilles, ki povezuje kanal in Petit-Rhône. Na območju občine je delno tudi civilno-vojaško letališče Nîmes - Garons.
S površino 153,73 km² je po standardih kontinentalne Francije precej velika, čeprav so številne občine v tem delu Francije med največjimi po površini v Metropolitanski Franciji.
V mestu so prisotna tri zavarovana območja:
- Costières de Nimes, zemljišče, ki ga je pridobil (ali asimiliral) konservatorij naravnih prostorov, s površino 2027 ha;[3]
- Camargue, mokrišče, zaščiteno z Ramsarsko konvencijo, s površino 84.620 ha;[4]
- Petite Camargue, mokrišče, zaščiteno z Ramsarsko konvencijo, ki pokriva površino 41.705,5 ha.[5]

### Podnebje
Podnebje, ki je značilno za mesto, je bilo leta 2010 opredeljeno kot »odkrito sredozemsko podnebje« glede na tipologijo podnebja Francije, ki je takrat imela v celinski Franciji osem glavnih tipov podnebja. Leta 2020 je občina izstopila iz vrste mediteransko podnebje v klasifikaciji, ki jo je določil Météo-France, ki zdaj v celinski Franciji šteje le pet glavnih tipov podnebja. Za to vrsto podnebja so zime blage, poletja pa vroča, z veliko sonca in pogostimi močnimi vetrovi.

## Uprava
Kanton Saint-Gilles je upravna enota departmaja Gard v južni Franciji. Njegove meje so bile spremenjene z reorganizacijo francoskega kantona, ki je začela veljati marca 2015. Njegov sedež je v Saint-Gillesu.
Sestavljajo jo naslednje občine:
1. Caveirac
2. Clarensac
3. Générac
4. Langlade
5. Milhaud
6. Nîmes (partly)
7. Saint-Côme-et-Maruéjols
8. Saint-Dionisy
9. Saint-Gilles

Kanton Saint-Gilles je sestavni del okrožja Nîmes.

## Zanimivosti
- Samostan Saint-Gilles (samostan svetega Tilna) iz 12. stoletja, kot del Jakobove poti v Santiago de Compostela v Franciji (Via Tolosane) na Unescovem seznamu svetovne kulturne dediščine.[8]

Znotraj ruševin starega kora, zunaj sedanje cerkve, je spiralno stopnišče, tako imenovan Vis de Saint-Gilles in njegov izjemen spiralni obok. V starem samostanu je ohranjen tudi del samostanskih poslopij: stara klet, znana kot soba Saint-Gilles, ter del preostalih ostankov samostana (registracija MH 28. decembra 1984). Izjemno vzhodno pročelje ostaja tudi v spodnjem delu, ki ga obdajajo tri monumentalna vrata, pa tudi spodnja cerkev, v kateri je grob sv. Gillesa. Sedanja zgornja cerkev je bila obnovljena v 17. in 18. stoletju, po razdejanju med verskimi vojnami. Njene dimenzije so bile v primerjavi s prvotnim načrtom iz 12. stoletja močno zmanjšane. Stavba je bila leta 1840 razvrščena kot zgodovinski spomenik.
- Romanska hiša Saint-Gilles -  je civilna romanska stavba v središču Saint-Gillesa. Zgrajena je bila v 12. in 13. stoletju. Njena fasada, visoke kakovosti gradnje, je še vedno zelo popoln primer burgundske romanske civilne arhitekture. V drugem nadstropju je ohranjen tudi dimnik s stožčasto napo. Tradicionalno je brez dokazov predstavljena kot rojstni kraj Klemena IV., papeža od 1265 do 1268. Od leta 1862 je razvrščena kot zgodovinski spomenik, trenutno pa je v njej lapidarij.
- Dvorec Château d'Espeyran iz 19. stoletja. Stoji na posestvu Espeyran, ki ga danes sestavljajo tudi park, arheološki rezervat in Nacionalni center za mikrofilm in digitalizacijo. Je ustanova, ki je povezana z medministrsko službo francoskega arhiva. Ta grad je bil 2. oktobra 2009 registriran kot zgodovinski spomenik, leta 2013 pa mu je Ministrstvo za kulturo podelilo oznako Maisons des Illustres.